# 継右衛門
継右衛門（つぐえもん 旧字体：繼右衞門、宝暦14年（1764年） - 没年不明 継右衛門文内とも）とは江戸時代後期の船頭である。

## 漂流の経緯
宝暦14年（1764年）に南部藩領陸奥国北郡牛滝村（現青森県下北郡佐井村）に生まれる。
享和3年（1803年）9月、継右衛門が船頭として乗り組んでいた慶祥丸（13人乗り）は脇之沢（現青森県むつ市脇野沢）を出港し、箱館に向かった。箱館では塩漬けのタラなどの荷物を積み、荷主の源次郎も慶祥丸に乗船した。
11月8日、慶祥丸は箱館を出港し江戸に向かったが、この日の夜尻屋崎（現下北郡東通村）沖で暴風雨に遭遇する。継右衛門は乗組員に積荷の投棄を指示し、米50石ほどが海中に捨てられた。沈没を免れることができ、翌11月9日に唐丹湊（現岩手県釜石市）に入港した。11月13日、慶祥丸は唐丹を出港、東名浦（現宮城県東松島市）を経て11月28日に中之作湊（現福島県いわき市）に到着する。
中之作湊では海中に投棄した米の不足分を買い付け、その日のうちに出港したが、翌11月29日に九十九里浜沖で慶祥丸は船のコントロールを失ってしまい、北風によって南に流された。12月の初めごろに慶祥丸は三宅島の沖40kmまで接近するが、風向きが変わったために接岸に失敗し東に流された。なお、12月19日には最初の犠牲者が出ている。
慶祥丸は翌年の1月から2月にかけては南東に流されたため、乗組員たちはその暑さに悩まされることになるが、3月頃から風向きが変わって北に流されるようになった。そのため、乗組員たちは今度は寒さに悩まされるようになり、寒くなるにつれて死者が増えていった。この時期に継右衛門も病気になり、ほとんど寝たきりの状態となってしまった。
7月18日、生き残った継右衛門、専右衛門、吉九郎、弥内、勘右衛門、岩松の6人が約半年ぶりに陸地を目撃した。陸地は北千島の幌筵島で、6人は東浦に上陸した。上陸後、6人は島内で人家を探すが見当たらず、小舟で隣の占守島に移った。占守島の浜辺で6人は流木を集めて焚火をし、打ち上げられた海藻を食料としていると、弥内が沖を通る船を発見した。岸に近づいてきたその船にはアイヌの漁師たちが乗っており、6人は身振り手振りでやり取りした結果、魚を分けてもらうことができた。
元気を取り戻した6人は占守島からカムチャツカ半島最南端のロパトカ岬へと渡り、20日ほどの航海で大きなアイヌの村落に着いた。6人は蝦夷地に着いたと喜ぶも、アイヌの話からここが蝦夷地ではないことを知り、この村で次の航海の準備を始めた。その数日後、この村にロシア人が訪ねてきた。6人は当初ロシア人を恐れていたが、次第に交流するようになり、ペテロパウロフスクに一緒に来るよう説得を受けた。6人はこのまま蝦夷地を目指して南下することも検討したが、最終的にはロシア人の説得を受け入れ、ペテロパウロフスク行きを決意した。

## 善六との出会い
文化元年（1804年）9月中旬、6人はペテロパウロフスクに到着した。入港後、6人は突然日本語で呼びかけられ、呼びかけに応じて継右衛門が一人で先に下船すると、そこには10年前の寛政6年（1794年）5月10日にロシアに漂着した若宮丸漂流民の善六がいた。善六は自分が6人の世話をすることになったと継右衛門に告げ、ペテロパウロフスク上陸後、継右衛門と岩松の2人は善六の家に居候することになった。
一方、他の4人はロシア商人の家に預けられるが、家人とそりが合わず、小屋を建てて家を出た。しかし、冬の到来とともに小屋には猛烈な寒波が襲い、見かねたロシア人の船長が4人を引き取り、4人はここで魚採りや薪集めなどの仕事を手伝った。
当時のペテロパウロフスクはニコライ・レザノフ率いる遣日使節が日本に向けて出発した直後であり、商人やロシア政府の役人の間では日露国交の樹立間近と言われていた。そのため、6人は12月にカムチャツカ長官と面会した際に、国交が樹立されれば日本に送還すると言われ、また6人の世話をしていた善六も同様のことを口にしていた。
しかし文化2年（1805年）5月、ペテロパウロフスクに帰ってきたレザノフたちから日本との通商交渉決裂を知り、状況は一変する。6人への風当たりは厳しいものとなり、配給が滞るようになった上に、道を歩くと日本人というだけで罵られるようになった。そのため、6人はペテロパウロフスクを脱走し、千島列島沿いに南下して日本に帰ることを考え始める。
相談の末、6人は脱走して日本に帰ることを善六だけに伝えた。善六は6人のこの案に猛反対し、他の漂流民たちもいるイルクーツクに行くことをすすめたが、6人はイルクーツク行きを頑なに拒否した。最終的に6人の決意が揺らがないことを知った善六が折れて、6人のために船や食糧の調達にあたるなど、帰国のための協力をした。
6月中旬、風向きが変わったことから、継右衛門は日本に向けて出港することを決意する。6人は滞在中に世話になった船長や役人たちに挨拶にまわり、食糧以外の衣類や日用品をすべて返却した。そしてこの日の夜、浜辺には小舟が用意され、善六ひとりが6人を見送った。善六は別れ際「日本に帰るのは難しい」と言って、6人を見送った。

## 帰国
ペテロパウロフスクを脱走した6人は、15日ほどでロパトカ岬に着くが、ここで船は沖合に流されてしまう。6人はこれによって覚悟を決めるも、夜半から風向きが変わり、無事幌筵島に上陸することができた。この時点で既に食料は尽きており、幌筵島では海岸に打ち上げられた鯨の屍骸を食べて飢えをしのいだが、ここで最初に出会ったアイヌの漁師たちと再会し、これ以降6人はアイヌと行動をともにするようになった。
このころ、幌筵島には中千島の羅処和島からアイヌの一団が出稼ぎに来ており、ちょうど羅処和島に帰る時期であった。6人はアイヌの有力者マキセンの計らいによって船に乗せてもらい、羅処和島まで南下し、ここでアイヌや得撫島から避難していたロシア人とともに年を越した。
翌文化3年（1806年）、羅処和島の食糧が不足してきたことから、マキセンは6人を日本の番屋のある択捉島に送ることを決定し、2月13日にマキセンたちと共に羅処和島を発った。一行は計吐夷島に上陸して海鳥などの食糧を確保した後、新知島を経由して、4月25日に無人島である武魯頓島に上陸し、ここで6人はアイヌたちと別れた。当時のアイヌの勢力の境目が新知島と知理保以島の間であったことや、マキセンが幕府に逮捕されたことがあるということが理由であったが、マキセンは新たに船と食糧を用意して6人を見送った。
マキセンに見送られた6人は知理保以島や得撫島を経由し、6月28日に択捉島の北端に到着し、7月2日に幕府の蘂取番所に到着した。ここで6人は取り調べを受けた後、7月27日には択捉島会所がある紗那に送られ、身柄が南部藩に引き渡された。
6人はその後、択捉島で越冬し、翌文化4年（1807年）4月19日に南部藩士の付き添いのもと箱館行きの船に便乗し、4月24日に箱館に到着した。ここで6人は再び取り調べを受け、調書『漂民口書』が6月3日に作成された。全ての取り調べが終了するのは8月14日のことで、6人は迎えに来た南部藩士に引き取られ、継右衛門も4年ぶりに故郷の牛滝村に帰った。

## 継右衛門を題材とした本
- 『漂民口書』
- 『通航一覧三百十九』